# Bad Berleburg
Bad Berleburg je město v zemském okrese Siegen-Wittgenstein, spolkové zemi Severní Porýní-Vestfálsko v Německo. Podle katastrální výměry půdy se jedná o jedno z největších německých měst. Bad Berleburg se nachází asi 30 km od města Siegen a přibližně 35 km od Marburgu. Žije zde přibližně 19 tisíc obyvatel.

## Historie

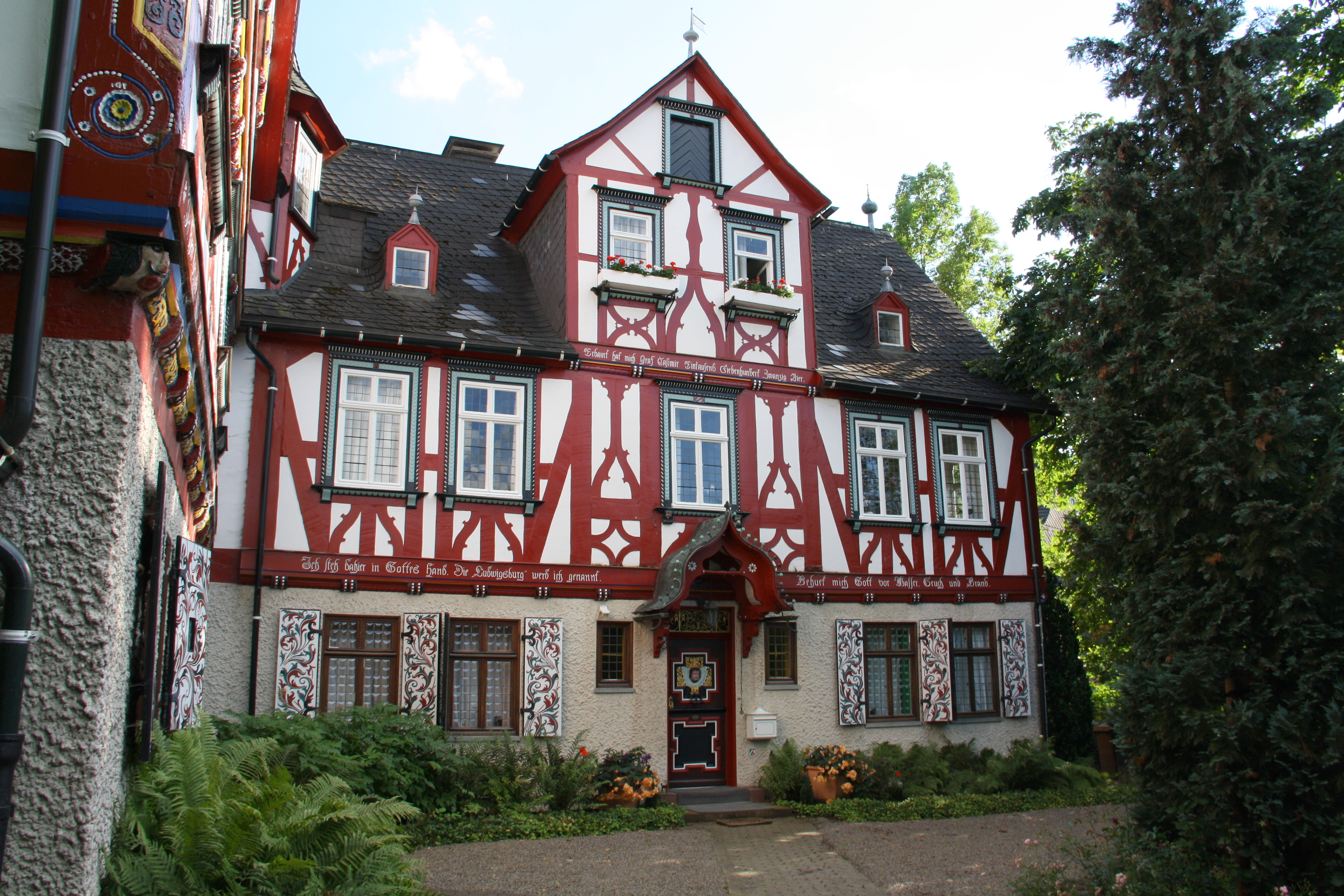
Ludwigsburg

Archeologické nálezy potvrzují, že areál dnešního Bad Berleburgu byl osídlen již v 7. století př. n. l.. Na kopcích obcí Aue, Dotzlar a Wemlighausen jsou z té doby pozůstatky kruhových tvrzí. Nicméně, o dalších možných obyvatelích se nic neví a to až do doby 8. století n. l., kdy se objevili první záznamy o obci. Tehdy roku 800 a později 802, se objevili záznamy o obcích, které dnes pod Bad Berleburg spadají; Arfeld a Raumland. Další dokumenty, tentokrát z roku 1059, již uvádějí i obce Alertshausen, Beddelhausen, Elsoff a Schwarzenau. Obce Widechinstein byla poprvé uvedena o století později, roku 1174. Samotný Bad Berleburg, tehdy ještě pod názvem Berleburg, je datován do roku 1258, kdy se toto označení objevuje ve spisech kláštera Grafschaft. Na území tohoto města byl zámek, který od 30. března 1258 patřil hraběti Siegfriedovi I. Po něm přešel zámek na Siegfrieda II., jenže ten byl poslední z rodu a když zemřel, dědictví přešlo na jeho zetě Salentina ze Saynu, zakládajícího člena rodu Sayn-Wittgensteinů.
V roce 1488 a poté znovu roku 1522 město zachvátily velké požáry. Až do roku 1605 se neobjevují další dokumenty, až toho roku, když zemřel hrabě Ludvík, se město stalo hlavním centrem hrabství Sayn-Wittgenstein-Berleburg, kde pobývali především radikální pietisté. V letech 1726 až 1742 byla vytištěna známá Berleburská bible.
Po postavení železnice v roce 1911 dorazila do Berleburgu i vlna industrializace, i když bylo celé město nadále zaměřené především na výrobky ze dřeva. Na jiný druh průmyslu město přešlo až po druhé světové válce. Po své příjemné klima bylo město od roku 1935 nazývání klimatické lázně. Roku 1951 zde bylo založeno Kneippovo lázeňské sdružení. První rok od otevření lázní zde přenocovalo přes 11 000 lidí a město se stalo jedním z největších lázeňských měst v Německu. Od roku 1971 se město oficiálně jmenuje Bad Berleburg.

### Vývoj obyvatelstva
V roce 1998 měl Bad Berleburg podle sčítání lidu 21 177 obyvatel, o rok později to bylo 21 190 a roku 2000 21 219 obyvatel. Od té doby počet obyvatel pouze klesal; v roce 2001 21 135 obyvatel, roku 2003 už pouze 20 884 obyvatel a pokles byl zaznamenán i roku 2004, kdy zde trvale žilo 20 794 obyvatel. Ke 31. prosinci 2014 žilo v Bad Berleburgu již pouze 19 515, což je oproti roku 1998 pokles o téměř dva tisíce.

## Geografie

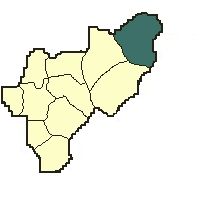
Pozice města v zemském okresu

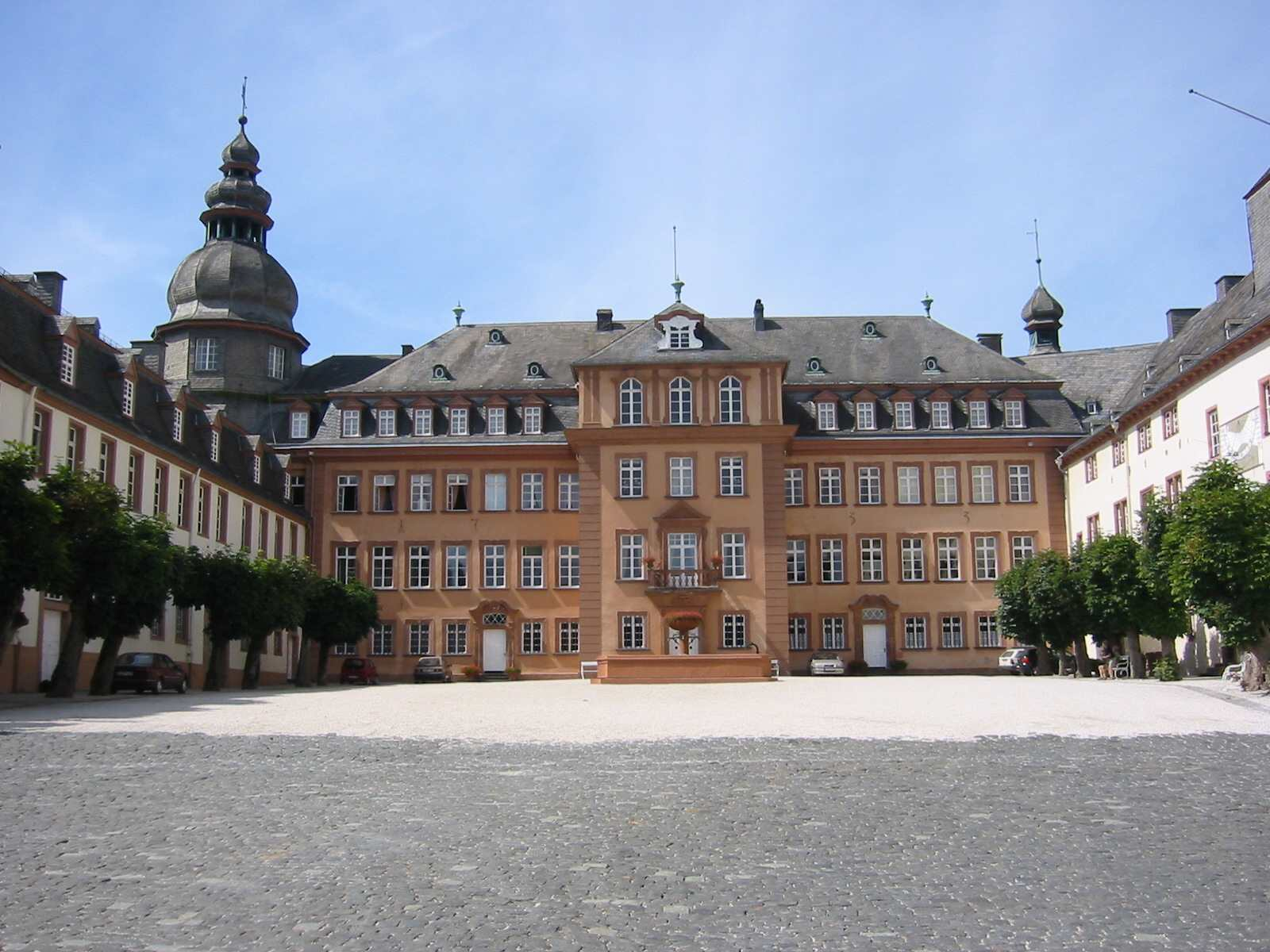
Zámek v Bad Berleburgu

Bad Berleburg leží v severovýchodní části okresu Siegen-Wittgenstein ve středu vrchoviny Rothaar. Město leží velmi blízko hranice se zemským okresem Olpe. Na severu je město ohraničeno okresem Vysoký Sauerland. Na jihu pak Bad Berleburg hraničí s Bad Laasphenem a na jihozápadě s Erndtebrückem. Říčka Odeborn taktéž protéká Bad Berleburgem a pokračuje dále na jih, kde se vlévá do řeky Eder.
K Bad Berleburgu od roku 1975 patří i tyto vesnice:

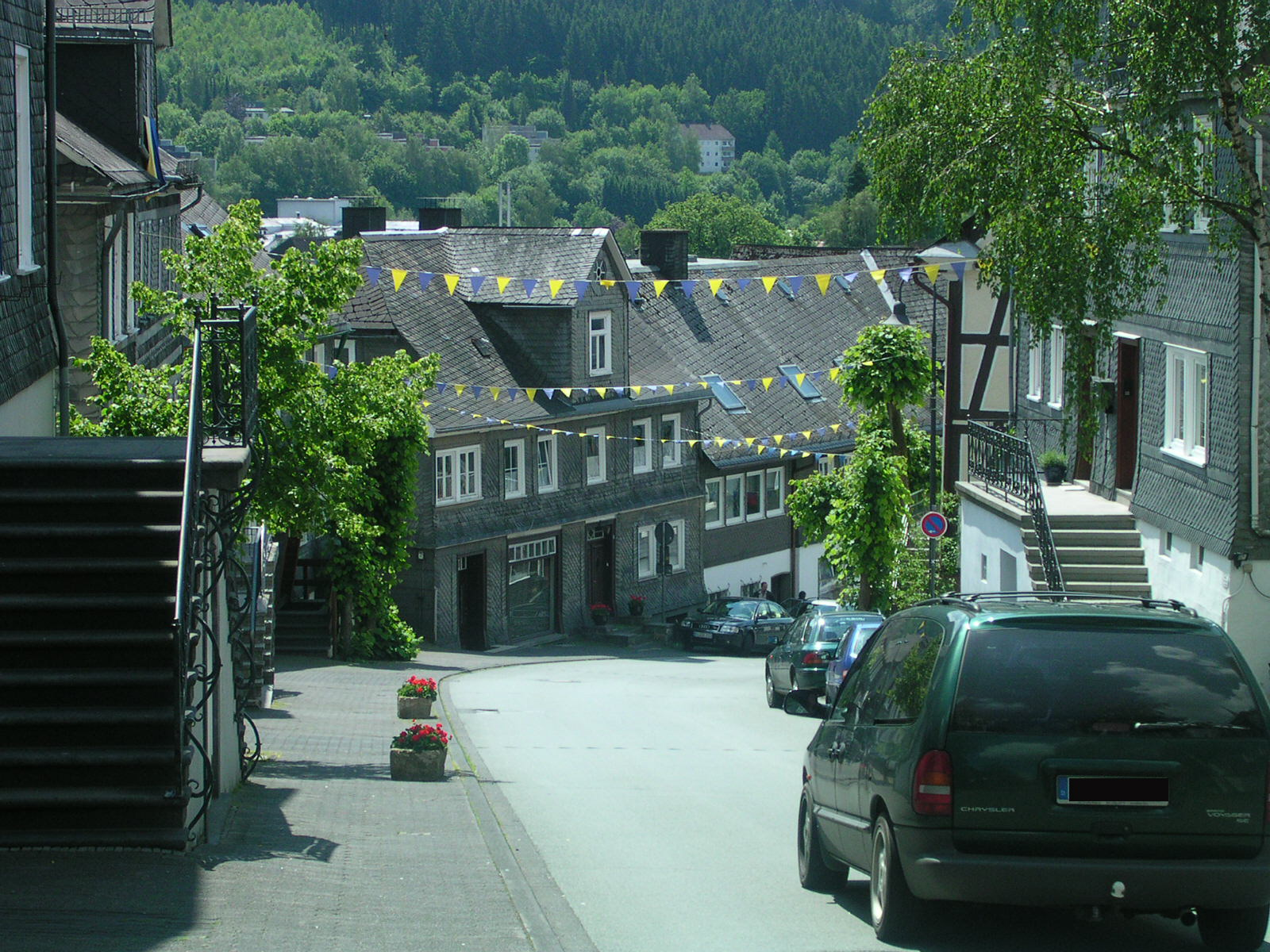

- Alertshausen
- Arfeld
- Aue
- Beddelhausen
- Berghausen
- Christianseck
- Diedenshausen
- Dotzlar
- Elsoff
- Girkhausen
- Hemschlar
- Raumland
- Richstein
- Rinthe
- Sassenhausen
- Schüllar
- Schwarzenau
- Stünzel
- Weidenhausen
- Wemlighausen
- Wingeshausen
- Wunderthausen

## Kultura
- Nádvoří Schloss Wittgenstein: místo pro pořádání prohlídek, které jsou k dispozici v různých časech podle ročního období. Součástí je i park, ve kterém je přísně zakázáno trhání květin.
- Schloss Wittgenstein: barokní zámek z roku 1733, kde se nachází i muzeum s ukázkou knížecího domu.
- Schulkapelle Sassenhausen: roubená stavba z roku 1703, původně postavená jako kaple a později předělána na dům a školu.
- Ludwigsburg: dům od architekta Mannuse Riedesela s bohatě zdobenými římsami, postavený pro vedlejší větev rodu Sayn-Wittgensteinů.
- Wollmark: trh pořádaný každoročně první neděli v květnu.

## Známé osobnosti
- Johannes Althusius (1563–1638), právní vědec a politik
- Jacob Nolde (1859–1916), ekolog a známý majitel firmy vyrábějící punčochové zboží
- Johann Friedrich Henschel (* 1931), viceprezident Spolku ústavního soudu Německa
- Gerhard Dickel (1938–2003), známý kantor, varhaníka a profesor hudby v Hamburku
- Paul Breuer (* 1950), v letech 1800 až 2003 člen Spolkového sněmu 1980–2003
- Norbert Dickel (* 1961), německý fotbalový hráč, komentátor
- Pia Wunderlichová (* 1975), německá fotbalistka
- Tina Wunderlichová (* 1977), německá fotbalistka